# Algeron Edward Cottam
Algeron Edward Cottam, britanski general, * 8. julij 1893, Barnet, Hertfordshire, Anglija, † 18. maj 1964, Tonbridge, Kent, Anglija.